# Списък на космонавти от СССР и Русия, участници в космически полети
Азбучен списък на космонавти от СССР и Русия – участници в космически полети.
| Съдържание A Б В Г Д Е Ж З И К Л М Н О П Р С Т У Ф Х Ц Ч Ш Ю Я |

## А
1. Авдеев, Сергей Василиевич (Русия)
2. Аксьонов, Владимир Викторович (СССР)
3. Александров, Александър Павлович (СССР)
4. Артюхин, Юрий Петрович (СССР)
5. Арцебарски, Анатолий Павлович (СССР)
6. Атков, Олег Юриевич (СССР)
7. Абукиров, Токтар Онгарбаевич (СССР)
8. Афанасиев, Виктор Михайлович (СССР)

## Б
1. Баландин, Александър Николаевич (СССР)
2. Батурин, Юрий Михайлович (Русия)
3. Беляев, Павел Иванович (СССР)
4. Береговой, Георгий Тимофеевич (СССР)
5. Березовой, Анатолий Николаевич (СССР)
6. Бударин, Николай Михайлович (Русия)
7. Биковски, Валерий Фьодорович (СССР)

## В
1. Васютин, Владимир Владимирович (СССР)
2. Викторенко, Александър Степанович (СССР)
3. Виноградов, Павел Владимирович (Русия)
4. Волк, Игор Петрович (СССР)
5. Волков, Владислав Николаевич (СССР)
6. Волков, Александър Александрович (СССР)
7. Волков, Сергей Александрович (Русия)
8. Волинов, Борис Валентинович (СССР)

## Г
1. Гагарин, Юрий Алексеевич (СССР)
2. Гидзенко, Юрий Павлович (Русия)
3. Глазков, Юрий Николаевич (СССР)
4. Горбатко, Виктор Василиевич (СССР)
5. Гречко, Георгий Михайлович (СССР)
6. Губарев, Алексей Александрович (СССР)

## Д
1. Дежуров, Владимир Николаевич (Русия)
2. Дьомин, Лев Степанович (СССР)
3. Джанибеков, Владимир Александрович (СССР)
4. Доброволски, Георгий Тимофеевич (СССР)

## Е
1. Егоров, Борис Борисович (СССР)
2. Елисеев, Алексей Станиславович (СССР)

## Ж
1. Жолобов, Виталий Михайлович (СССР)

## З
1. Залетин, Сергей Викторович (Русия)
2. Зудов, Вячеслав Дмитриевич (СССР)

## И
1. Иванченков, Александър Сергеевич (СССР)

## К
1. Калери, Александър Юриевич (Русия)
2. Кизим, Леонид Денисович (СССР)
3. Климук, Пьотр Илич (СССР)
4. Ковальонок, Владимир Василиевич (СССР)
5. Козеев, Константин Мирович (Русия)
6. Комаров, Владимир Михайлович (СССР)
7. Кондакова, Елена Владимировна (Русия)
8. Кононенко, Олег Дмитриевич (Русия)
9. Корзун, Валерий Григориевич (Русия)
10. Корниенко, Михаил Борисович (Русия)
11. Котов, Олег Валериевич (Русия)
12. Крикальов, Сергей Константинович (СССР и Русия)
13. Кубасов, Валерий Николаевич (СССР)

## Л
1. Лавейкин, Александър Иванович (СССР)
2. Лазарев, Василий Григориевич (СССР)
3. Лазуткин, Александър Иванович (Русия)
4. Лебедев, Валентин Витальевич (СССР)
5. Левченко, Анатолий Семьонович (СССР)
6. Леонов, Алексей Архипович (СССР)
7. Лончаков, Юрий Валентинович (Русия)
8. Ляхов, Владимир Афанасиевич (СССР)

## М
1. Макаров, Олег Григориевич (СССР)
2. Маленченко, Юрий Иванович (Русия)
3. Малишев, Юрий Василиевич (СССР)
4. Манаков, Генадий Михайлович (СССР)
5. Манаров, Муса Хираманович (СССР)
6. Моруков, Борис Владимирович (Русия)
7. Мусабаев, Талгат Амангелдиевич (Русия)

## Н
1. Николаев, Андриян Григориевич (СССР)

## О
1. Онуфриенко, Юрий Иванович (Русия)

## П
1. Падалка, Генадий Иванович (Русия)
2. Пацаев, Виктор Иванович (СССР)
3. Полешчук, Александър Фьодорович (Русия)
4. Поляков, Валерий Владимирович (СССР)
5. Попов, Леонид Иванович (СССР)
6. Попович, Павел Романович (СССР)

## Р
1. Рождественски, Валерий Илич (СССР)
2. Романенко, Роман Юриевич (Русия)
3. Романенко, Юрий Викторович (СССР)
4. Рукавишников, Николай Николаевич (СССР)
5. Рюмин, Валерий Викторович (СССР)

## С
1. Савиних, Виктор Петрович (СССР)
2. Савицка, Светлана Евгениевна (СССР)
3. Сарафанов, Генадий Василиевич (СССР)
4. Севастянов, Виталий Иванович (СССР)
5. Серебров, Александър Александрович (СССР)
6. Скворцов, Александър Александрович (Русия)
7. Соловьов, Анатолий Яковлевич (СССР)
8. Соловьов, Владимир Алексеевич (СССР)
9. Стрекалов, Генадий Михайлович (СССР)
10. Самокутяев, Александър Михайлович (Русия)
11. Сураев, Максим Викторович (Русия)
12. Скрипочка, Олег Иванович (Русия)

## Т
1. Терешкова, Валентина Владимировна (СССР)
2. Титов, Владимир Георгиевич (СССР)
3. Титов, Герман Степанович (СССР)
4. Токарев, Валерий Иванович (Русия)
5. Трещев, Сергей Евгениевич (Русия)
6. Тюрин, Михаил Владиславович (Русия)

## У
1. Усачев, Юрий Владимирович (Русия)

## Ф
1. Феоктистов, Константин Петрович (СССР)
2. Филипченко, Анатолий Василиевич (СССР)

## Х
1. Хрунов, Евгений Василиевич (СССР)

## Ц
1. Циблиев, Василий Василиевич (Русия)

## Ш
1. Шаргин, Юрий Георгиевич (Русия)
2. Шарипов, Салижан Шакирович (Русия)
3. Шаталов, Владимир Александрович (СССР)
4. Шонин, Георгий Степанович (СССР)

## Ю
1. Юрчихин, Фьодор Николаевич (Русия)

## Статистика
Към 15 юни 2010 г. 106 космонавта от СССР и Русия са участвали в космически полети.
Между тях – 3 жени. Към сегашния момент от тях 27 са починали.